# التصويت في مجلس الاتحاد الأوروبي
إن إجراءات التصويت في مجلس الاتحاد الأوروبي محدددة ضمن معاهدات الاتحاد الأوروبي. تم تعديل إجراءات التصويت الخاصة بمجلس الاتحاد الأوروبي (أو ببساطة "المجلس" أو "مجلس الوزراء") بموجب معاهدات لاحقة ويعمل حاليًا على النظام المنصوص عليه في معاهدة لشبونة. المعروف باسم تصويت الأغلبية المؤهلة.

## القواعد الحالية للتصويت بالأغلبية المؤهلة (منذ 2014)
تنص المادة 16 من معاهدة الاتحاد الأوروبي، بصيغتها المعدلة بموجب معاهدة لشبونة، على أن تبقى ترتيبات تصويت المجلس على معاهدة نيس سارية حتى 31 أكتوبر 2014. تنص المادة 16 أيضًا على شروط الأغلبية المؤهلة وهي سارية المفعول منذ 1 نوفمبر 2014، هذه الشروط هي:
- غالبية الدول: 55٪ (تضم 15 منها على الأقل)، أو 72٪ إذا كانت المقترح موضوع التصويت من خارج المفوضية والممثل السامي، و
- غالبية السكان: 65٪.

تتطلب الأقلية المعطلة، بالإضافة إلى عدم استيفاء أحد الشرطين أعلاه، أن تصوت أربع دول على الأقل (وفي حال عدم مشاركة جميع الدول بالتصويت، الحد الأدنى لعدد البلدان التي تمثل أكثر من 35 ٪ من شكان الدول المشاركين بالتصويت زائد دولة واحدة) ضد الاقتراح. وبالتالي، قد تكون هناك حالات يتم فيها تمرير المترح، على الرغم من عدم تلبيته لشرط السكان. يستهدل هذا الإجراء استبعاد يستبعد السيناريوهات حيث يمكن لثلاث دول ذات كثافة سكانية أن تمنع القرار الذي تفضله الدول الأربع والعشرين الأخرى.
ألغت قواعد لشبونة استخدام أوزان التصويت "المصطنعة". تم اقتراح هذا الإلغاء لأول مرة في الدستور، وذلك بلاجوء إلى حجم السكان، وفي نفس الوقت، تقر بمخاوف الدول الأعضاء الأصغر من أن تطغى عليها الدول الأكبر حجماً.

### ممارسة التصويت
في الممارسة العملية، يستهدف المجلس القرارات بالإجماع، وغالبًا ما يتم استخدام التصويت المؤهل كوسيلة للضغط على الحلول الوسط للحصول على توافق في الآراء. على سبيل المثال، في عام 2008، أصدر المجلس 128 قرار من أصل 147 قرارًا بالإجماع. ومن بين القرارات المتبقية، كان هناك ما مجموعه 32 حالة امتناع عن التصويت و 8 أصوات ضد القرار ذي الصلة. تم الإدلاء بهذه الأصوات المعارضة مرتين من قبل لوكسمبورغ ومرة واحدة من قبل كل من النمسا وبلجيكا والدنمارك وإسبانيا وهولندا والبرتغال.

### مجالات السياسة
يقوم المجلس، بالاشتراك مع البرلمان الأوروبي، بوضع السياسات والوظائف التشريعية والميزانية. يتألف المجلس من وزراء الدول الأعضاء المسؤولين عن مجال معين من السياسة. يلتزم الوزراء أو من يمثلهم بحكومة الدولة العضو في مسائل السياسة ويدلون بأصوات الدولة العضو. تنص معاهدة لشبونة في المادة 16 على أن يتصرف المجلس بأغلبية مؤهلة للتصويت (QMV) في مجالات اختصاصاصية مع بعض الاستثناءات. حالياً، يمتد تصويت الأغلبية المؤهلة ليشمل مجالات السياسة التي تتطلب الإجماع وفقًا لمعاهدة نيس.
المحاور الجديدة التي تتطلب أغلبية مؤهلة هي:
| المجال                                    | معاهدة نيس       | معاهدة لشبونة                    | المرجع               |
| ----------------------------------------- | ---------------- | -------------------------------- | -------------------- |
| مبادرات المندوب السامي للشؤون الخارجية    | الإجماع          | الأغلبية المؤهلة بعد طلب الإجماع | 15b TEU              |
| القواعد المتعلقة بوكالة الدفاع الأوروبية  | الإجماع          | الأغلبية المؤهلة                 | 45(2) TEU            |
| حرية تأسيس الأعمال التجارية               | الإجماع          | الأغلبية المؤهلة                 | 50 TFEU              |
| حقوق الوصول إلى العمل الحر                | الإجماع          | الأغلبية المؤهلة                 | 50 TFEU              |
| الحرية والأمن والعدالة - التعاون والتقييم | الإجماع          | الأغلبية المؤهلة                 | 70 TFEU              |
| التدقيق على الحدود                        | الإجماع          | الأغلبية المؤهلة                 | 77 TFEU              |
| اللجوء                                    | الإجماع          | الأغلبية المؤهلة                 | 78 TFEU              |
| الهجرة                                    | الإجماع          | الأغلبية المؤهلة                 | 79 TFEU              |
| حوافز منع الجريمة                         | الإجماع          | الأغلبية المؤهلة                 | 69c TFEU             |
| يوروجست                                   | الإجماع          | الأغلبية المؤهلة                 | 69d TFEU             |
| التعاون الأمني                            | الإجماع          | الأغلبية المؤهلة                 | 69f TFEU             |
| يوروبول                                   | الإجماع          | الأغلبية المؤهلة                 | 69g TFEU             |
| التنقل                                    | الإجماع          | الأغلبية المؤهلة                 | 71§2 TFEU            |
| البنك المركزي الأوروبي                    | الإجماع          | الأغلبية المؤهلة (جزئياً)         | 129 TFEU, 283 TFEU   |
| الثقافة                                   | الإجماع          | الأغلبية المؤهلة                 | 151 TFEU             |
| الصناديق الهيكلية والتقاعدية              | الإجماع          | الأغلبية المؤهلة                 | 161 TFEU             |
| تنظيم مجلس الاتحاد الأوروبي               | الإجماع          | الأغلبية المؤهلة                 | 201b TFEU            |
| محكمة العدل الأوروبية                     | الإجماع          | الأغلبية المؤهلة                 | 245, 224a, 225a TFEU |
| حرية تنقل العمال                          | الإجماع          | الأغلبية المؤهلة                 | 46 TFEU              |
| الضمان الاجتماعي                          | الإجماع          | الأغلبية المؤهلة                 | 48 TFEU              |
| التعاون القضائي الجنائي                   | الإجماع          | الأغلبية المؤهلة                 | 69a TFEU             |
| القانون الجنائي                           | الإجماع          | الأغلبية المؤهلة                 | 69b TFEU             |
| انتخاب رئيس البرلمان الأوروبي             | (بند جديد)       | الأغلبية المؤهلة                 | 9b§5 TEU             |
| انتخاب الممثل الأعلى للشؤون الخارجية      | (بند جديد)       | الأغلبية المؤهلة                 | 9e§1 TEU             |
| تمويل السياسة الخارجية والأمنية المشتركة  | الإجماع          | الأغلبية المؤهلة                 | 28 TEU               |
| سياسة الدفاع المشترك                      | الإجماع          | الأغلبية المؤهلة                 | 28e TEU              |
| انسحاب دولة عضو                           | (بند جديد)       | الأغلبية المؤهلة                 | 49a TEU              |
| خدمات المصالح الاقتصادية العامة           | الإجماع          | الأغلبية المؤهلة                 | 16 TFEU              |
| الحماية الدبلوماسية والقنصلية             | الإجماع          | الأغلبية المؤهلة                 | 20 TFEU              |
| تنظيم مبادرة الموطنين                     | الإجماع          | الأغلبية المؤهلة                 | 21 TFEU              |
| الملكية الفكرية                           | الإجماع          | الأغلبية المؤهلة                 | 97a TFEU             |
| التمثيل الخارجي لمنطقة اليورو             | الإجماع          | الأغلبية المؤهلة                 | 115c TFEU            |
| الرياضة                                   | الإجماع          | الأغلبية المؤهلة                 | 149 TFEU             |
| الفضاء                                    | الإجماع          | الأغلبية المؤهلة                 | 172a TFEU            |
| الطاقة                                    | الإجماع          | الأغلبية المؤهلة                 | 176a TFEU            |
| السياحة                                   | الإجماع          | الأغلبية المؤهلة                 | 176b TFEU            |
| الحماية المدنية                           | الإجماع          | الأغلبية المؤهلة                 | 176c TFEU            |
| التعاون الإداري                           | الإجماع          | الأغلبية المؤهلة                 | 176d TFEU            |
| المساعدات الدولية الطارئة                 | الإجماع          | الأغلبية المؤهلة                 | 188i TFEU            |
| الدعم الإنساني                            | الإجماع          | الأغلبية المؤهلة                 | 188j TFEU            |
| الاستجابة للكوارث الطبيعية أو الإرهاب     | بند جديد         | الأغلبية المؤهلة                 | 188R§3 TFEU          |
| اللجنة الاقتصادية والاجتماعية             | الأغلبية المؤهلة | الأغلبية المؤهلة                 | 256a TFEU            |
| لجنة الأقاليم                             | الإجماع          | الأغلبية المؤهلة                 | 256a TFEU            |
| اللجنة الاقتصادية والاجتماعية الأوروبية   | الإجماع          | الأغلبية المؤهلة                 | 256a TFEU            |
| موازنة الاتحاد الأوروبي                   | الإجماع          | الأغلبية المؤهلة                 | 269 TFEU             |